# Landsort-klassen
Landsort-klassen er et MCM-fartøj og er bygget af Kockums (det tidligere Karlskronavarvet), og bruges i Svenska marinen samt Republic of Singapore Navy (RSN), hvor de er benævnt Bedok-klassen.

## Design
For at skabe en så lav akustisk og magnetisk signatur som muligt er skroget lavet af en PVC-kerne, som er omgivet af glasfiberforstærket plastic. Dette giver også en øget modstandsdygtighed mod undervandseksplosioner.
Landsort-klassen er udstyret med både mekanisk minestrygningssytem samt elektriske og akustiske minestrygningssystemer. Skibene i klassen er også i stand til at foretage minerydning ved hjælp af fjernstyrede undervandsfartøjer (ROV) såsom Double Eagle ROV systemet, der også bliver benyttet af Søværnet. Der er nogen forskel på udstyret i de to landes skibe, hvilket hovedsageligt skyldes minerydningsudstyret, der er af et andet fabrikat.

## Koster-klassen
I december 2004 tildelte Svenska marinen Kockums værftet en kontrakt til opgradering af fem af skibene i Landsort-klassen (HMS Landsort og HMS Arholma bliver ikke opgraderet). Opgraderingen inkluderer et nyt MCM-udstyr samt tilpasninger, så skibene bedre kan deltage i internationale operationer. Der bliver desuden tale om en opgradering af luftforsvarssystemet. Den første opgradering var færdiggjort i 2008. De opgraderede enheder vil fremover være benævnt Koster-klassen.
Fartøjerne er også opgraderet, således at de er i stand til at udnytte link 16 systemet.

## Skibe i klassen
| Pnt.      | Navn     | Kølen lagt | Søsat            | Indgået           | Skæbne     | Kaldesignal |         |
| Sverige   | Sverige  | Sverige    | Sverige          | Sverige           | Sverige    | Sverige     | Sverige |
| --------- | -------- | ---------- | ---------------- | ----------------- | ---------- | ----------- | ------- |
| M71       | Landsort | -          | 2. november 1982 | 19. april 1984    | I tjeneste | -           |         |
| M72       | Arholma  | -          | -                | 1984              | I tjeneste | -           |         |
| M73       | Koster   | -          | 1986             | 1986              | I tjeneste | -           |         |
| M74       | Kullen   | -          | 15. august 1986  | 28. november 1986 | I tjeneste | -           |         |
| M75       | Vigna    | -          | -                | 1987              | I tjeneste | -           |         |
| M76       | Ven      | -          | -                | 1988              | I tjeneste | -           |         |
| M77       | Ulvön    | -          | -                | 1992              | I tjeneste | -           |         |
| Singapore |          |            |                  |                   |            |             |         |
| M105      | Bedok    | -          | Juni 1993        | 7. oktober 1995   | I tjeneste | -           |         |
| M106      | Kallang  | -          | Januar 1994      | 7. oktober 1995   | I tjeneste | -           |         |
| M107      | Katong   | -          | April 1994       | 7. oktober 1995   | I tjeneste | -           |         |
| M108      | Punggol  | -          | Juli 1994        | 7. oktober 1995   | I tjeneste | -           |         |

## Eksterne links
- Naval Technology – Landsort-klassen (engelsk) (engelsk)
- Historiske svenske minestrygere M20 (svensk) (svensk)